# تپه چغاسفید ۲
تپه چغاسفید ۲ مربوط به عصر آهن - دوره اشکانیان است و در شهرستان کرمانشاه، بخش مرکز ی، دهستان بالادربند، ۱/۳ کیلومتری شمال شرق روستای سفید چغا دوده، ساحل جنوبی رودخانه قره سو واقع شده و این اثر در تاریخ ۱۸ اسفند ۱۳۸۷ با شمارهٔ ثبت ۲۴۸۷۵ به‌عنوان یکی از آثار ملی ایران به ثبت رسیده است.